# Klipsy

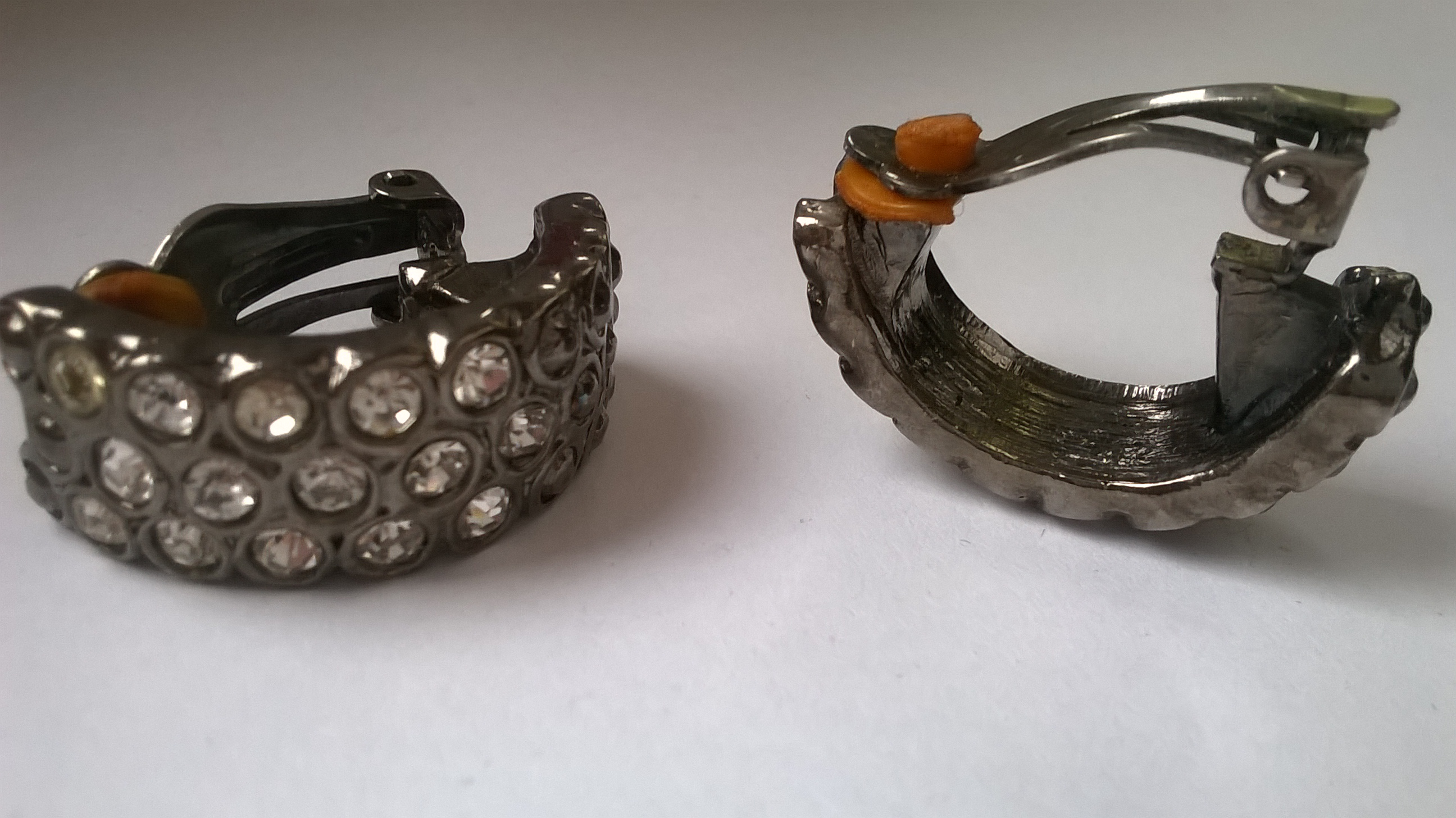
Klipsy wysadzane cyrkoniami

Klipsy – element biżuterii zakładanej najczęściej na uszy.

## Nieinwazyjne pierścienie imitujące tradycyjne kolczyki
Jednym z wariantów klipsów są pierścienie typu Lobe-pinching earring.
Rys historyczny powstania pierścieni typu Lobe-pinching earring.
5 stycznia 1984 Darlyne J. Bradford zgłosiła do urzędu patentowego USA przedmiot o nazwie "Pierścień uciskający płatek, który symuluje prawdziwego kolczyka" (ang. Lobe-pinching earring which simulates piercing earring).
Przyczyny wynalezienia pierścieni typu Lobe-pinching earring.
Produkt ten opracowano na potrzeby płatków uszu bez potrzeby ich przekłuwania.
Autorka projektu chciała w ten sposób wyjść naprzeciw potrzebie uatrakcyjniania wyglądu wśród klientów i jednocześnie sprawić, by kaleczenie ciała nie było konieczne do założenia biżuterii na uszy.

Wśród dzisiejszego społeczeństwa tradycyjne kolczyki są codziennym elementem u ludzi, którzy przekłuli sobie wcześniej płatki uszu. Niemniej przekłute uszy stanowią poważne ryzyko zdrowotne, bowiem w miejscu przekłucia dojść może do infekcji lub rozerwania płatka ucha w razie nieumyślnego zaczepienia kolczyka o inny przedmiot.
(ang. Pierced earrings are commonplace in today's society for people who have pierced ears. Pierced ears, however, present some health hazards including infection and tearing of the earlobe if the earring should be accidentally snagged.)

Zwrócono również uwagę na inne istotne aspekty:

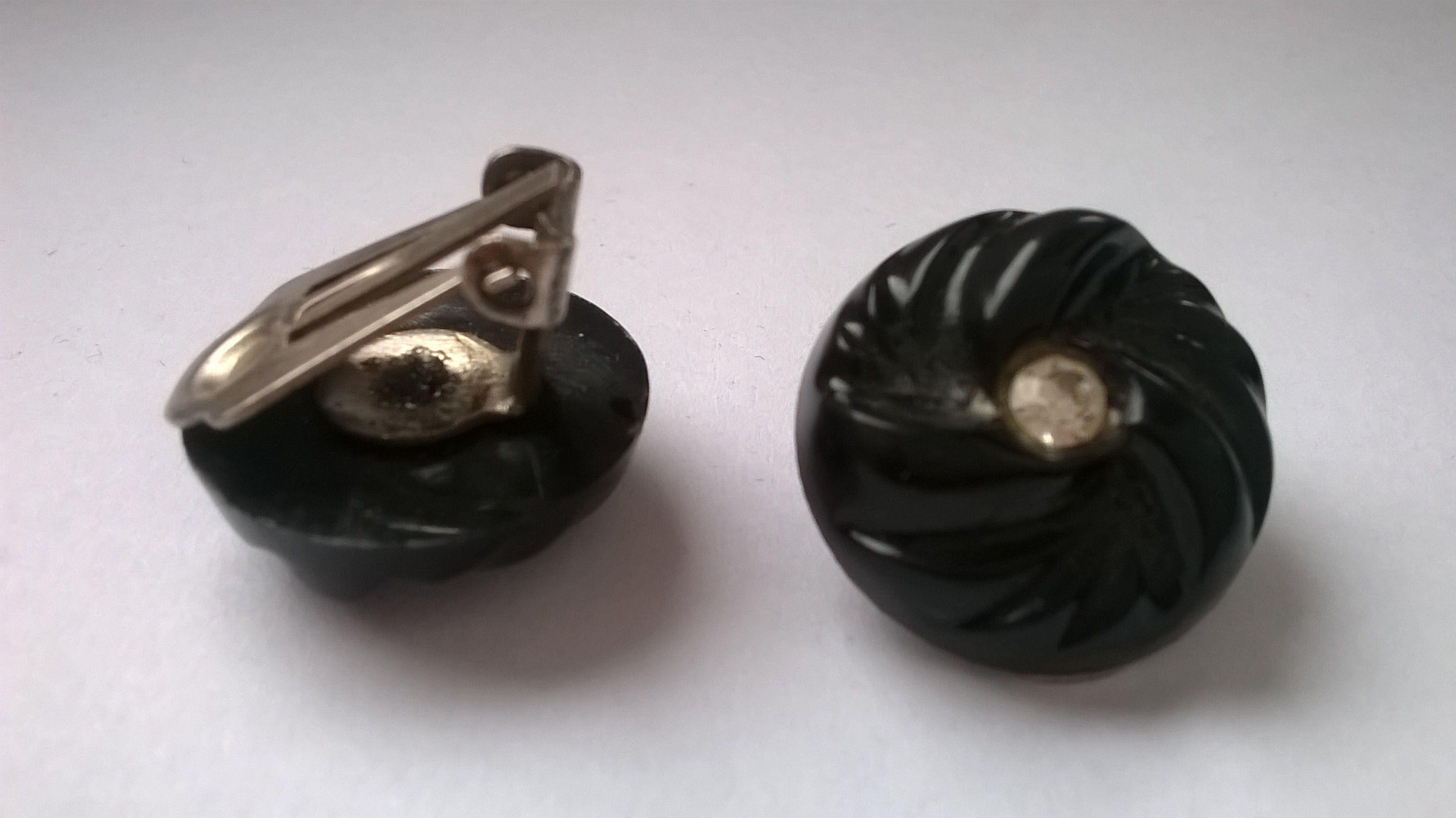
Czarne klipsy z jedną cyrkonią

- Czarne klipsy z jedną cyrkoniąTradycyjne klipsy (niczym imadło) wywierają duży nacisk na znaczną powierzchnię płatków uszu wywołując dyskomfort i osoby je noszącej.
- By działalność była opłacalna manufaktury dążą do utaśmowienia produkcji ozdób uszu, a w szczególności do wykonywania tych ozdób w różnych rozmiarach (np. bardzo małych ozdóbek).
- Biżuteria powinna dać się łatwo umocować do płatka ucha i stabilnie na nim pozostać.
- Z racji częstych alergii na metalowe przedmioty biżuteria powinna w minimalnym stopniu kontaktować się z płatkiem ucha.
- Istnieje zapotrzebowanie na ozdoby, które mogą być noszone na przekłutych lub nieprzekłutych uszach.
- Wynalazek powinien przypominać tradycyjne kolczyki noszone w przekłutych płatkach uszu, aby osoba go używająca nie musiała się obawiać odstępstwa od grupy.
- Nowy typ biżuterii może być zaprojektowany w taki sposób, że użycie jej nie obarczy klienta problemami wynikającymi z utrzymywania ciała obcego w wykonanej na ciele ranie.

Mechanizm mocowania pierścieni typu Lobe-pinching earring do płatka ucha.

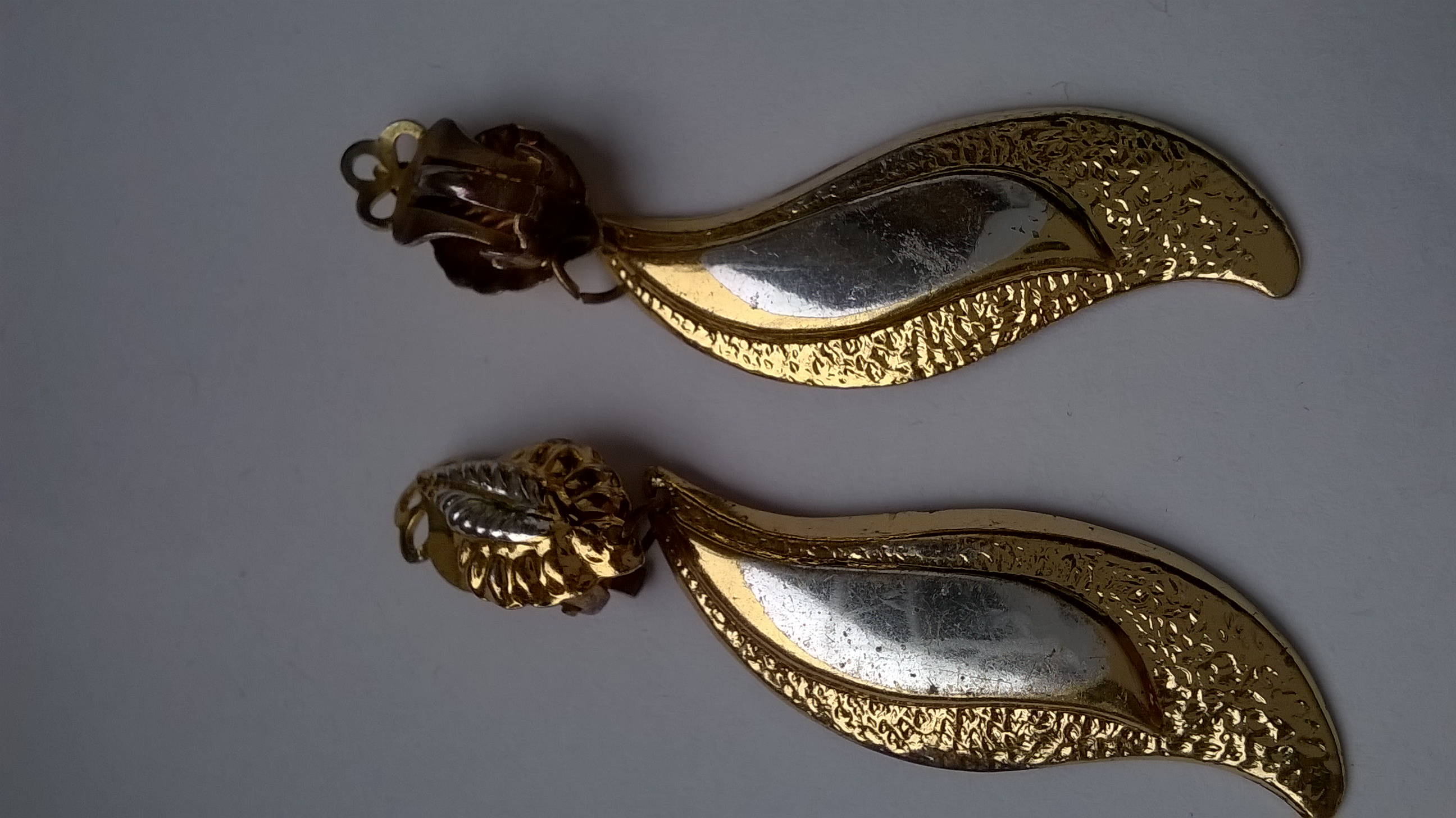
Podłużne klipsy z ozdobnym elemetem przy zaczepie

Pierścień posiada dwa końce zakończone kuleczkami. Między kuleczkami znajduje się drobna przestrzeń, w którą można umieścić płatek ucha. Kuleczki dociskają się po obu stronach płatka ucha. Kuleczki równomiernie rozkładają ciśnienie na uciskanej tkance minimalizując ślady po ich użyciu. Wymienione kuleczki mają w przekroju mniejszą powierzchnię od powierzchni przekroju pierścienia, więc nie są widoczne po założeniu biżuterii.
Sam pierścień nie musi być kolisty. Jego kształt zależy od pragnienia zleceniodawcy.
Metoda produkcyjna.

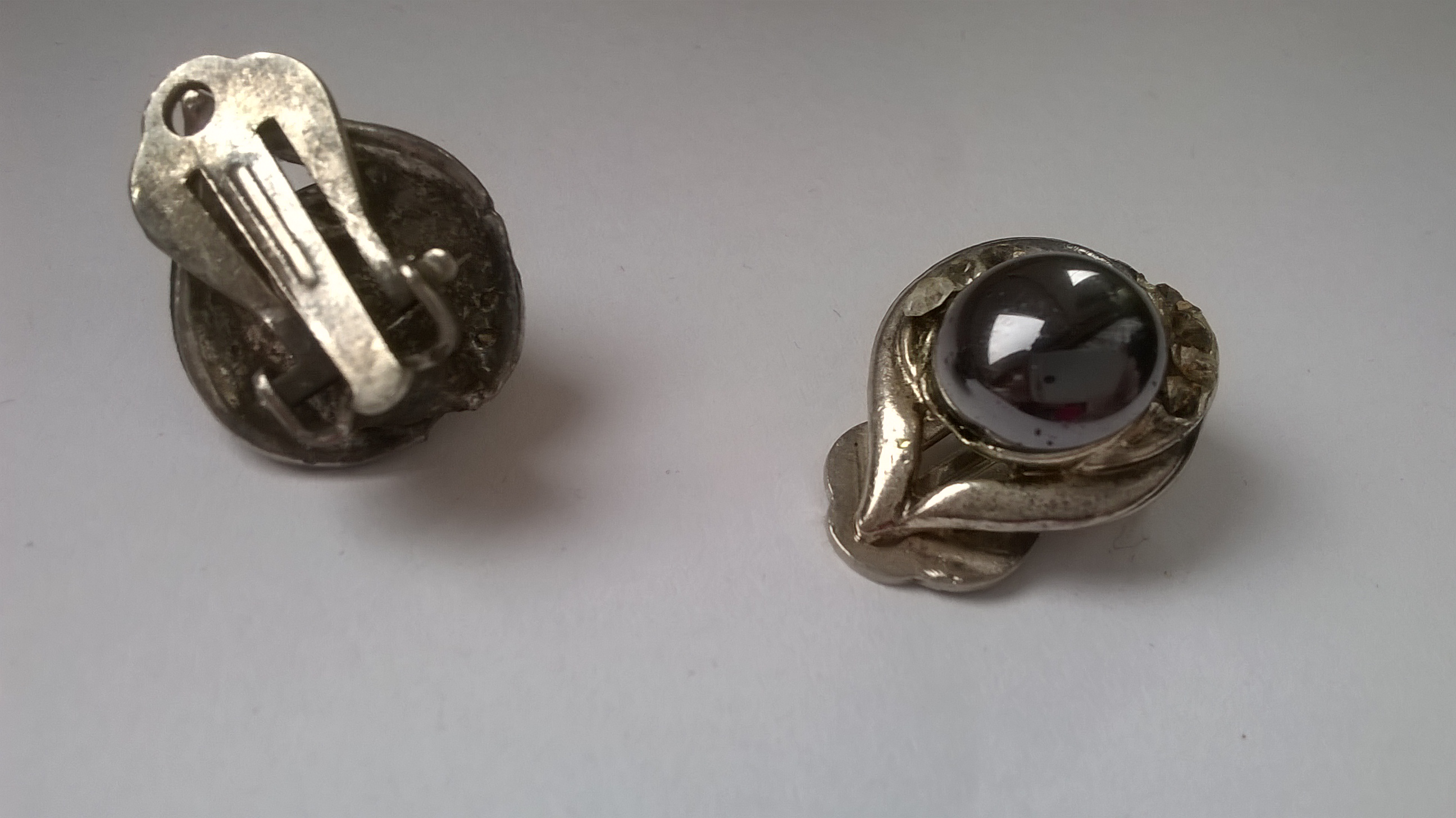
Klipsy ze szklanym elementem

Pierścienie imitujące prawdziwe kolczyki wykonuje się metodą odlewniczą. Na etapie produkcji w obrębie jednej partii produkcyjnej można wykonywać jednocześnie kilka różnych modeli pierścieni. Możliwe jest to dzięki wykowaniu formy odlewniczej o kilku jamach w kształcie docelowych modeli. Jamy są połączone za pomocą kanalików odpowietrzających. Płynny stop krzepnie w jamie o kształcie projektowanej obręczy. Po ostygnięciu odlewu usuwa się naddatki z kanalików odpowietrzających.